# Provincias otomanas de corta duración
Entre las muchas provincias otomanas (eyalatos o valiatos) que se crearon durante la larga historia del Imperio otomano, algunas existieron en cantidades de tiempo relativamente cortos, ya sea porque fueron cedidas a potencias extranjeras, obtuvieron la independencia, o simplemente se fusionaron con otras provincias. 

## Eyalatos
- El eyalato de Tiflis fue tomado de Kartli en 1578/9, pero el país resultó difícil de someter: Tiflis se perdió en 1583, los otomanos perdieron toda la tierra excepto Lori y Gori, y ambos se hicieron eyalatos en lugar de Tiflis. pero luego se perdieron en 1590 y 1599 respectivamente.[1]
- El eyalato de Kajetia fue nominalmente un eyalato en 1578, cuando el rey Alejandro fue nombrado beylerbey de su propio reino.[1]
- El eyalato de Shirván existió desde 1578 hasta 1604, anteriormente había sido vasallo otomano durante algunos años después de 1533.[1]
- El eyalato de Daguestán fue conquistado en 1578 y permaneció como un eyalato hasta principios del siglo siguiente.[1]
- El eyalato de Saruhan fue un eyalato del Imperio otomano desde 1845 hasta 1847.[cita requerida]
- El eyalato de Szigetvár (en turco: Sigetvar Eyaleti;[2] en húngaro: Szigetvári vilájet; en croata: Sigetvarski vilajet) se formó en c. 1596 y existió hasta 1600. Incluía partes de las actuales Hungría y Croacia. La capital era Szigetvár. Más tarde fue transferido al eyalato de Kanije.
- El eyalato de Kurdistán (ايالت كردستان‎, Eyâlet-i Kurdistân[3]) existió desde 1847 hasta 1867 (20 años). De manera confusa, a algunos eyalatos vecinos, como Sharazor, a veces también se les llamaba "Kurdistán".[4] Fue establecido por el Imperio otomano tras la represión de la revuelta de Bedirhan Bey en 1847. El 14 de diciembre de 1847, el periódico estatal otomano - Takvim-i Vekayi Gazetesi - publicó un aviso oficial anunciando el establecimiento de la "provincia de Kurdistán".[5] El área del eyalato estaba poblada principalmente por musulmanes de habla kurda. En cuanto a su anuario, incluyó Hakkâri, Dêrsîm y Diyâr-ı Bekr en 1849.[cita requerida] La configuración territorial se modificó más tarde y se disolvió en 1867.[6]
- El eyalato de Najicheván fue posiblemente un eyalato del Imperio otomano. Najicheván fue registrado como beylerbeylik en 1603. En 1591, hubo referencias a un beylerbeylik de Ereván y Najicheván, y el erudito Donald E. Pitcher especula que Najicheván nunca pudo haber sido un eyalato separado.[7]
- El eyalato de Saná, entre 1576 y 1569.
- El eyalato de Zabid, entre 1576 y 1569.
- El eyalato de Lazistán, entre 1574 y c. 1609.
- El eyalato de Abjasia, entre 1578 y c. 1609.
- El eyalato de Poti, entre 1579 y c. 1609.
- El eyalato de Ereván, entre 1583 y 1604.
- El eyalato de Shemakha, en 1583.
- El eyalato de Dmanisi, entre 1584 y c. 1609.
- El eyalato de Lorri, entre 1584 y c. 1609.
- El eyalato de Tabriz, entre 1584 y 1604.
- El eyalato de Ganyá, entre 1588 y 1604.
- El eyalato de Gori, entre 1588 y c. 1609.
- El eyalato de Győr, entre 1594 y 1598.
- El eyalato de Ajaltsije, entre 1603 y c. 1609.

## Valiatos
- El valiato de Dersim o Hozat existió desde 1879 hasta 1886 (7 años); la capital era Tunceli.
- El valiato de Hakkari existió desde 1876 hasta 1888 (12 años); la capital era Hakkari.
- El valiato de Karesi existió desde 1881 hasta 1888 (7 años); la capital era Karesi.
- El valiato de Prizren existió desde 1868 o 1871 hasta 1877 (6 años). Fue creado uniendo el sanjacado de Prizren junto con los sanjacados de Dibra, de Skopie y de Niš en un solo valiato.[8][9] En 1874, la sede del valiato se trasladó a Pristina.[10] A fines del siglo XIX, según se informa, tenía un área de 47 400 km².[11] Se convirtió en parte del valiato de Kosovo, que se estableció en 1877.
- El valiato de Herzegovina fue creada por Mahmud Nedim Pasha, cuando separó Herzegovina de Bosnia en 1875 y formó una nueva provincia, con dos sanjacados (Mostar y Gacko).[12] Herzegovina se reincorporó al valiato de Bosnia en 1877. Según se informa, tenía un área de 14 800  km².[11]
- El valiato de Hatt-ı Üstuva (Equatoria) adjunto al jedivato de Egipto controlado por los otomanos (antes eyalato de Egipto), y existió durante 10 años a partir de la conquista de tierras del norte de Uganda como Wadelai por comisarios como Emin Pasha[13] y Samuel Baker de la zona de Sudán; fue reclamada tanto por los gobernantes turco-egipcios como por los funcionarios británicos en 1872 y que duró hasta la ocupación británica definitiva del jedivato controlado por los otomanos de las regiones del sur de Egipto en 1914.[14][15]